# Municipio de Wallace (Kansas)
El municipio de Wallace (en inglés: Wallace Township) es un municipio ubicado en el condado de Wallace en el estado estadounidense de Kansas. En el año 2010 tenía una población de 151 habitantes y una densidad poblacional de 0,31 personas por km².

## Geografía
El municipio de Wallace se encuentra ubicado en las coordenadas 38°59′8″N 101°34′40″O / 38.98556, -101.57778. Según la Oficina del Censo de los Estados Unidos, el municipio tiene una superficie total de 488.24 km², de la cual 488,17 km² corresponden a tierra firme y (0,01 %) 0,06 km² es agua.

## Demografía
Según el censo de 2010, había 151 personas residiendo en el municipio de Wallace. La densidad de población era de 0,31 hab./km². De los 151 habitantes, el municipio de Wallace estaba compuesto por el 95,36 % blancos, el 2,65 % eran amerindios y el 1,99 % eran de una mezcla de razas. Del total de la población el 0 % eran hispanos o latinos de cualquier raza.